# 찌르레기속
찌르레기속(Sturnus)은 찌르레기과에 속하는 조류 속의 하나이다.

## 하위 종
- 붉은부리찌르레기 (Sturnus sericeus)
- 찌르레기 (Sturnus cineraceus)
- 유럽찌르레기 (Sturnus vulgaris)
- Sturnus unicolor